# 宇和島圏
宇和島圏（うわじまけん）は、愛媛県が定めた愛媛県宇和島市を中心とする中心圏域区分。宇和島市、北宇和郡松野町・鬼北町、南宇和郡愛南町を範囲とする。

## 都市圏

### 「10% 都市圏（通勤圏）」
宇和島市を中心とする都市雇用圏（10% 通勤圏）の人口は約11万人（2000年国勢調査基準）。一般的な都市圏の定義については都市圏を参照のこと。
都市雇用圏（10% 通勤圏）の変遷
- 10% 通勤圏に入っていない自治体は、各統計年の欄で灰色かつ「-」で示す。

| 自治体 ('80) | 1980年                  | 1990年                   | 1995年                   | 2000年                   | 2005年                   | 2010年                   | 自治体 （現在） |
| ------------ | ----------------------- | ------------------------ | ------------------------ | ------------------------ | ------------------------ | ------------------------ | --------------- |
| 津島町       | -                       | -                        | 宇和島 都市圏 11万7439人 | 宇和島 都市圏 11万1694人 | 宇和島 都市圏 10万6566人 | 宇和島 都市圏 10万0220人 | 宇和島市        |
| 吉田町       | -                       | 宇和島 都市圏 10万6917人 | 宇和島 都市圏 11万7439人 | 宇和島 都市圏 11万1694人 | 宇和島 都市圏 10万6566人 | 宇和島 都市圏 10万0220人 | 宇和島市        |
| 宇和島市     | 宇和島 都市圏 9万7905人 | 宇和島 都市圏 10万6917人 | 宇和島 都市圏 11万7439人 | 宇和島 都市圏 11万1694人 | 宇和島 都市圏 10万6566人 | 宇和島 都市圏 10万0220人 | 宇和島市        |
| 三間町       | 宇和島 都市圏 9万7905人 | 宇和島 都市圏 10万6917人 | 宇和島 都市圏 11万7439人 | 宇和島 都市圏 11万1694人 | 宇和島 都市圏 10万6566人 | 宇和島 都市圏 10万0220人 | 宇和島市        |
| 松野町       | 宇和島 都市圏 9万7905人 | 宇和島 都市圏 10万6917人 | 宇和島 都市圏 11万7439人 | 宇和島 都市圏 11万1694人 | 宇和島 都市圏 10万6566人 | 宇和島 都市圏 10万0220人 | 松野町          |
| 広見町       | 宇和島 都市圏 9万7905人 | 宇和島 都市圏 10万6917人 | 宇和島 都市圏 11万7439人 | 宇和島 都市圏 11万1694人 | 宇和島 都市圏 10万6566人 | 宇和島 都市圏 10万0220人 | 鬼北町          |
| 日吉村       | -                       | -                        | -                        | -                        | 宇和島 都市圏 10万6566人 | 宇和島 都市圏 10万0220人 | 鬼北町          |
| 御荘町       | -                       | -                        | -                        | -                        | -                        | -                        | 愛南町          |
| 城辺町       | -                       | -                        | -                        | -                        | -                        | -                        | 愛南町          |
| 一本松町     | -                       | -                        | -                        | -                        | -                        | -                        | 愛南町          |
| 西海町       | -                       | -                        | -                        | -                        | -                        | -                        | 愛南町          |
| 内海村       | -                       | -                        | -                        | -                        | -                        | -                        | 愛南町          |

- 2004年10月1日：御荘町・城辺町・一本松町・西海町・内海村が合併して愛南町が発足。
- 2005年1月1日：広見町・日吉村が合併し鬼北町が発足。
- 2005年8月1日：宇和島市と吉田町・津島町・三間町が新設合併し、（新）宇和島市が発足。

### 定住自立圏
宇和島市が松野町、鬼北町、愛南町と協定を締結し、宇和島圏域定住自立圏を形成している。